# Karangnunggal (Cibeber)
Karangnunggal is een bestuurslaag in het regentschap Cianjur van de provincie West-Java, Indonesië. Karangnunggal telt 5490 inwoners (volkstelling 2010).